# كاروتي (إفروس)
كاروتي (Καρωτή) هي مدينة في إفروس في مقاطعة فوريا إلادا في اليونان.
يبلغ عدد سكانها حوالي 602 نسمة.